# Bjärsjön, Östergötland
Bjärsjön är en sjö i Kinda kommun i Östergötland och ingår i Motala ströms huvudavrinningsområde.